# Rudolf Bommer
Rudolf Bommer, född den 19 augusti 1957 i Aschaffenburg i Tyskland, är en västtysk fotbollsspelare som tog OS-brons i fotbollsturneringen vid de olympiska sommarspelen 1988 i Seoul.